# Drachenherz
Drachenherz – album studyjny Siegfried, wydany w 2001 roku przez wytwórnię Napalm Records.

## Lista utworów
1. "Balmung" – 02:24
2. "Rheingold" – 04:45
3. "Jerusalem" – 03:57
4. "Flagellum Dei" – 04:10
5. "Walpurgisnacht" – 04:09
6. "Hexenblut" – 04:41
7. "Der König Und Die Eiche" – 04:01
8. "Die Rabenschlacht" – 05:56
9. "Siegfried" – 04:16
10. "Schwarzer Engel" – 05:47
11. "Drachenherz" – 04:32